# DjurDjura
DjurDjura è stato un gruppo musicale algerino di musica strumentale e folk in lingua berbera attivo tra la fine degli anni settanta e gli anni ottanta

## Storia
Il gruppo venne fondato a Parigi nel 1979 da Djura e dalle sorelle Malha e Fatima. La produzione venne affidata a Hervé Lacroix, marito di Djura.
Le canzoni scritte da Djura, affrontano temi sociali, relativi in particolare al ruolo della donna maghrebina. Il gruppo ha inciso insieme tre album discografici pubblicati tra il 1979 e il 1982, che sposano ritmi e melodie algerine con le influenze musicali in voga in quel periodo con influenze jazz e rock.
Il gruppo si sciolse per dissidi familiari tra i membri.
Alcuni anni dopo, il gruppo fu rivalutato e ripubblicato dall'etichetta discografica Luaka Bop di David Byrne, interessata particolarmente alla world music e alla produzione africana, che dedicò alcune pubblicazioni al gruppo tra cui l'album raccolta Voice of Silence, inserita nel ciclo di compilation Adventures in Afropea.

### Riformazione
Nel 2015, dopo che alla formazione originale fu proibito di esibirsi in Algeria a causa dei contenuti della produzione originale, Djura riformò il gruppo con una nuova formazione con la quale si è esibita nuovamente dal vivo in Algeria e al trentasettesimo Festival Internazionale della Musica di Timgad. Nel 2016 il gruppo si è esibito anche al Théâtre Hasni-Chakroun di Orano e al Centre des arts de Sidi Fredj, sulla costa ovest algerina, interpretando dei brani patriottici.

## Discografia

### Album
- 1979 - Le primtemps
- 1980 - Asirem
- 1982 - A Yemma

### Raccolte
- 1993 - Adventures in Afropea 2: The Best of Djur Djura: Voice of Silence